# Raja Al-Karrad
Raja Al-Karrad (ur. 8 marca 1985) – syryjski zapaśnik walczący w stylu wolnym. Zajął 40 miejsce na mistrzostwach świata w 2011. Piąty na igrzyskach azjatyckich w 2014 i dziesiąty w 2006. Piąty na mistrzostwach Azji w 2009. Wicemistrz igrzysk śródziemnomorskich w 2009, piąty w 2005 i 2013. Brązowy medalista mistrzostw śródziemnomorskich w 2014, a także halowych igrzysk azjatyckich w 2017. Plażowy mistrz świata w 2015. Brązowy medalista wojskowych MŚ z 2018. Triumfator mistrzostw Arabskich z 2010 roku.